# 探偵マリコの生涯で一番悲惨な日
『探偵マリコの生涯で一番悲惨な日』（たんていマリコのしょうがいでいちばんひさんなひ）は、2023年6月30日に公開された日本映画。監督は内田英治と片山慎三で、6つのストーリーを2人で分業し1本の映画として作り上げている。主演は伊藤沙莉。PG12作品。
ストーリーごとのタイトルは上映順に、1「歌舞伎町にいる」、2「歌舞伎町の恋」、3「鏡の向こう」、4「踏切を超えた時」、5「姉妹の秘密」、6「少女A」。監督は、1・3・5は片山慎三、2・4・6は内田英治がそれぞれ担当している。
新宿ゴールデン街にある小さなバーのバーテンダー兼探偵の女性・マリコがある組織から「歌舞伎町に紛れ込んだ宇宙人を探してくれ」という奇妙な依頼を受け、恋人の自称忍者・MASAYAの助けを借りて捜索を進めていく姿が描かれる。

## キャスト
石破マリコ
演 - 伊藤沙莉
新宿ゴールデン街にある小さなバー「カールモール」のバーテンダー兼探偵。
FBIを名乗る3人組から「歌舞伎町に潜む宇宙人を探してくれ」という依頼を受ける。
MASAYA
演 - 竹野内豊
マリコの彼氏。自称「伊賀麻績新陰服部流」を継承した忍者。
戸塚六平
演 - 北村有起哉
カールモールの常連客。ラブホテルの清掃員で落ちぶれヤクザ。
「5年前に出て行った娘を探して欲しい」とマリコに依頼する。
天本秀樹
演 - 宇野祥平
科学者。「宇宙人」の入ったバスケットケースを持ち、あらゆる追手から逃げ回っている。
絢香
演 - 久保史緒里（乃木坂46）
カールモールの常連客のキャバ嬢。ホストの星矢に恋している。
星矢の夢を叶えるため、500万円の懸賞金の男を探して欲しいとマリコに依頼する。
南部
演 - 松浦祐也 
若い女性に付きまとう歌舞伎町のシリアルキラー。
500万円の懸賞金がかけられている。
星矢
演 - 高野洸
歌舞伎町の売れないホスト。一攫千金を夢見ている。絢香の担当。
小金井茂美
演 - 中原果南
区役所職員。殺し屋姉妹の姉。
小金井貞美
演 - 島田桃依
区役所職員。殺し屋姉妹の妹。
石渡心
演 - 伊島空
若手映画監督。
佐竹健一
演 - 黒石高大
ヤクザの若頭。
YUKA
演 - 真宮葉月
FBIの通訳。
潤
演 - 阿部顕嵐
カールモールの常連バンドマン。
神奈
演 - 鈴木聖奈
カールモールの常連バンドマン。
マリコの父
演 - 石田佳央
ヤクザ。昔、幼いマリコやマリコの母にシノギが上手くいかないとDVをしていた。

## スタッフ
- 監督 - 内田英治、片山慎三
- 脚本 - 山田能龍、内田英治、片山慎三[6]
- 主題歌 - Da-iCE「ハイボールブギ」（avex trax）[13]
- 音楽 - 小林洋平[6]
- プロデューサー - 菅谷英智、藤井宏二、尾関玄[6]
- 撮影 - 岸建太朗
- 照明 - 尾崎智治
- 録音 - 平直樹
- 美術 - 松塚隆史
- 衣装 - 百井豊
- ヘアメイク - 板垣実和
- 編集 - 小美野昌史
- サウンドデザイン - 岩丸恒
- 助監督 - 井手博基
- キャスティング - 伊藤尚哉
- 制作プロダクション - Libertas[13]
- 配給 - 東映ビデオ[13]
- 製作 -「探偵マリコの生涯で一番悲惨な日」製作委員会（東映ビデオ、S-SIZE、Alba、Libertas、吉野石膏）[13]

## 受賞
- 「ブリュッセル国際ファンタスティック映画祭（BIFFF）」でワールドプレミア上映され、主要3部門の一つであるホワイト・レイヴン・コンペティションにてホワイト・レイヴン・アワード受賞[14]。

- 「ポルト国際映画祭」観客賞受賞[15]。